# Ancona Calcio 1996-1997
Questa voce raccoglie le informazioni riguardanti l'Ancona Calcio nelle competizioni ufficiali della stagione 1996-1997.

## Rosa
| N. |                   | Ruolo | Calciatore            |
| -- | ----------------- | ----- | --------------------- |
|    | Italia (bandiera) | A     | Stefano Albanesi      |
|    | Italia (bandiera) | D     | Simone Altobelli      |
|    | Italia (bandiera) | A     | Mario Bonfiglio       |
|    | Italia (bandiera) | A     | Alberto Briaschi (II) |
|    | Italia (bandiera) | C     | Luigi Bugiardini      |
|    | Italia (bandiera) | D     | Andrea Camplone       |
|    | Italia (bandiera) | C     | Marco Carrara         |
|    | Italia (bandiera) | C     | Andrea Casonato       |
|    | Italia (bandiera) | D     | Gianpaolo Castorina   |
|    | Italia (bandiera) | P     | Alessandro Cesaretti  |
|    | Italia (bandiera) | C     | Massimo De Amicis     |
|    | Italia (bandiera) | P     | David Dei             |
|    | Italia (bandiera) | A     | Massimiliano Fanesi   |
|    | Italia (bandiera) | D     | Simone Farabegoli     |

| N. |                   | Ruolo | Calciatore         |
| -- | ----------------- | ----- | ------------------ |
|    | Italia (bandiera) | C     | Michele Fini       |
|    | Italia (bandiera) | C     | Augusto Gabriele   |
|    | Italia (bandiera) | A     | Fabio Lucidi       |
|    | Italia (bandiera) | A     | Adriano Meacci     |
|    | Italia (bandiera) | C     | Giacomo Modica     |
|    | Italia (bandiera) | A     | Alessandro Morello |
|    | Italia (bandiera) | D     | Francesco Nocera   |
|    | Italia (bandiera) | A     | Rocco Pagano       |
|    | Italia (bandiera) | D     | Gianfranco Parlato |
|    | Italia (bandiera) | D     | Diego Pellegrini   |
|    | Italia (bandiera) | D     | Stefano Ricci      |
|    | Italia (bandiera) | A     | Lorenzo Scarafoni  |
|    | Italia (bandiera) | C     | Davide Tentoni     |
|    | Italia (bandiera) | C     | Cristian Trapella  |

## Risultati

### Campionato

#### Girone di andata
| 1º settembre 1996 1ª giornata | Casarano | 1 – 1 | Ancona |  |

| 8 settembre 1996 2ª giornata | Ancona | 1 – 1 | Nocerina |  |

| 14 settembre 1996 3ª giornata | Lodigiani | 1 – 2 | Ancona |  |

| 22 settembre 1996 4ª giornata | Ancona | 1 – 0 | Atletico Catania |  |

| 29 settembre 1996 5ª giornata | Avellino | 1 – 2 | Ancona |  |

| 6 ottobre 1996 6ª giornata | Ancona | 0 – 2 | Fidelis Andria |  |

| 20 ottobre 1996 7ª giornata | Trapani | 2 – 3 | Ancona |  |

| 27 ottobre 1996 8ª giornata | Ancona | 2 – 1 | Savoia |  |

| 3 novembre 1996 9ª giornata | Ancona | 1 – 1 | Gualdo |  |

| 10 novembre 1996 10ª giornata | Juve Stabia | 3 – 0 | Ancona |  |

| 24 novembre 1996 11ª giornata | Ancona | 0 – 1 | Avezzano |  |

| 1º dicembre 1996 12ª giornata | Fermana | 0 – 0 | Ancona |  |

| 8 dicembre 1996 13ª giornata | Ancona | 2 – 2 | Giulianova |  |

| 15 dicembre 1996 14ª giornata | Ascoli | 0 – 0 | Ancona |  |

| 22 dicembre 1996 15ª giornata | Ancona | 2 – 1 | Sora |  |

| 29 dicembre 1996 16ª giornata | Acireale | 0 – 0 | Ancona |  |

| 12 gennaio 1997 17ª giornata | Ancona | 2 – 0 | Ischia Isolaverde |  |

#### Girone di ritorno
| 19 gennaio 1997 18ª giornata | Ancona | 1 – 0 | Casarano |  |

| 26 gennaio 1997 19ª giornata | Nocerina | 2 – 2 | Ancona |  |

| 2 febbraio 1997 20ª giornata | Ancona | 1 – 0 | Lodigiani |  |

| 9 febbraio 1997 21ª giornata | Atletico Catania | 0 – 0 | Ancona |  |

| 16 febbraio 1997 22ª giornata | Ancona | 1 – 1 | Avellino |  |

| 23 febbraio 1997 23ª giornata | Fidelis Andria | 1 – 0 | Ancona |  |

| 2 marzo 1997 24ª giornata | Ancona | 1 – 1 | Trapani |  |

| 9 marzo 1997 25ª giornata | Savoia | 1 – 2 | Ancona |  |

| 16 marzo 1997 26ª giornata | Gualdo | 0 – 1 | Ancona |  |

| 29 marzo 1997 27ª giornata | Ancona | 2 – 2 | Juve Stabia |  |

| 6 aprile 1997 28ª giornata | Avezzano | 1 – 2 | Ancona |  |

| 13 aprile 1997 29ª giornata | Ancona | 2 – 0 | Fermana |  |

| 20 aprile 1997 30ª giornata | Giulianova | 0 – 0 | Ancona |  |

| 27 aprile 1997 31ª giornata | Ancona | 1 – 1 | Ascoli |  |

| 4 maggio 1997 32ª giornata | Sora | 1 – 0 | Ancona |  |

| 11 maggio 1997 33ª giornata | Ancona | 2 – 0 | Acireale |  |

| 18 maggio 1997 34ª giornata | Ischia Isolaverde | 1 – 1 | Ancona |  |